# Eustasio
Eustasio  è un nome proprio di persona italiano maschile.

## Varianti
- Maschili: Eustazio[3]
- Femminili: Eustasia[1][2][3], Eustazia[3]

### Varianti in altre lingue
- Catalano: Eustasi[4]
- Greco antico: Εὐστάθιος (Eustathios)[5], Εὐστάσιος (Eustasios)
- Greco moderno: Ευστάθιος (Eustathios)[5]
  - Ipocoristici: Στάθης (Stathīs)[5]

- Latino: Eustasius[1]
  - Femminili: Eustasia[1]
- Polacco: Eustazy, Eustazjusz
- Spagnolo: Eustasio[4]

## Origine e diffusione
Deriva dal tardo nome greco Εὐστάσιος (Eustasios), latinizzato in Eustasius. È formato dalle radici ευ (eu, "bene") e ἱστάναι (histanai, "stare fermo"), e il suo significato complessivo può essere interpretato come "ben saldo", "fermo", "costante", analogo a quello dei nomi Fermo e Costante.
In Italia gode di scarsissima diffusione; non va confuso, nonostante la somiglianza, con il nome Eustachio.

## Onomastico
L'onomastico si può festeggiare il 25 febbraio in memoria di sant'Eustasio, vescovo di Aosta, oppure il 29 marzo in memoria di sant'Eustasio, vescovo di Napoli, o il 2 aprile in memoria di un altro sant'Eustasio, discepolo di san Colombano e suo successore quale abate di Luxeuil.

## Persone
- Eustasio di Luxeuil, abate francese